# 小行星964
小行星964（964 Subamara）是一颗围绕太阳公转的小行星。
該小行星以「非常苦」的拉丁語命名，指維也納天文台的觀測條件。

## 参数
这颗小行星的绝对星等为10.9个天文单位，自转周期为6.864小时。